# Constantino de Oliveira Júnior
Constantino de Oliveira Júnior, também conhecido como Constantino Júnior (Patrocínio, 12 de agosto de 1968) é um empresário brasileiro.
É um dos fundadores e presidente do Conselho de Administração da Gol Linhas Aéreas Inteligentes (GOL). É irmão do empresário Henrique Constantino e filho do empresário Nenê Constantino.

## Biografia
Começou a trabalhar como digitador em uma das empresas do pai aos 14 anos. Fascinado por mecânica, esportes e velocidade, descobriu logo cedo duas paixões: o automobilismo e a aviação. Cursou Administração de Empresas pela Universidade do Distrito Federal e participou do Programa Executivo de Gestão Corporativa da Association for Overseas Technical Scholarships.
Aprendeu a pilotar aviões aos 15 anos e, em 2001, ao lado dos irmãos Joaquim, Ricardo e Henrique, fundou a GOL Linhas Aéreas Inteligentes, a primeira low cost do mercado brasileiro. A empresa se transformou em uma das principais do setor, chegando a deter, em dezembro de 2013, 37,3% do market share doméstico, segundo dados da Agência Nacional de Aviação Civil (Anac). Em apenas três anos, em junho de 2004, a empresa estreou na Bolsa de Valores de São Paulo (BOVESPA) e na Bolsa de Nova York (NYSE).
À frente da GOL como presidente, liderou o processo de redução do preço de passagens aéreas no país, contribuindo para que 65 milhões de brasileiros viajassem de avião pela primeira vez nos últimos 10 anos. Adquiriu a Varig, em 2007, e a Webjet, em 2012, assumindo a liderança em algumas das principais rotas do país e ampliando sua malha e frota, composta por jatos Boeing 737, modelos 700 e 800.
Ao longo dos anos, estabeleceu alianças com companhias aéreas internacionais para ampliar a oferta de mais rotas aos clientes, com novos destinos no exterior. Hoje a empresa possui contratos de code-share e interline com alguns dos principais players da aviação global como Delta Air  Lines, Air France, KLM, Aerolineas Argentinas, TAP, Qatar, Alitalia, Iberia e Copa Airlines.
Dando início a uma nova fase na história da companhia, Constantino Junior é presidente do Conselho de Administração da Companhia desde 6 de julho de 2012. Entre março de 2004 e julho de 2012 acumulou as funções de diretor-presidente e membro do Conselho de Administração. Foi substituído na presidência da GOL por Paulo Kakinoff. Em abril de 2013, a GOL realizou o IPO (Oferta Pública Inicial de Ações) da Smiles, administradora do seu programa de fidelidade, empresa da qual Constantino também é presidente do Conselho de Administração.

## Premiações
Depois de lançar no Brasil o conceito de "baixo custo e baixa tarifa" na aviação civil brasileira, foi escolhido "Executivo de Valor" em 2002, 2003 e 2005. Em 2001 foi agraciado com o título “Personalidade 2001” pela Revista CIT (Comércio, Indústria e Turismo). Em 2002 e 2003 recebeu o título de Empreendedor Internet do iBest Brasil. Foi reconhecido como "Executivo Líder" no setor de logística em 2003 pelo jornal Gazeta Mercantil e, em 2010, “Líder Empresarial Setorial” pelo Fórum de Líderes Empresariais. A Junior Chamber International (JCI) – ligada ao Forum Econômico Mundial – lhe concedeu, em 2007, o título de Outstanding Young Person, em reconhecimento a “um jovem líder e empreendedor”. Em 2008, foi nomeado "Executivo Ilustre" na categoria Transporte Aéreo na premiação GALA (Galeria Aeronáutica Latinoamericana), patrocinada pela IATA.

## Automobilismo
Constantino Júnior mantém participação no automobilismo, como piloto na Porsche GT3 Cup Challenge Brasil. Em 2008 e 2011 foi vice-campeão e campeão na categoria, respectivamente.